# Церква Святого Духа (Палермо)
Церква Святого Духа (італ. Chiesa dello Spirito SantoChiesa dello Spirito Santo) — католицька церква в Палермо, Сицилія.
Церква, раніше ставилася до цистерцианского монастиря, була побудована разом з ним між 1173 і 1178 роком в арабо-норманнском стилі. Ініціатором його будівництва був архієпископ Палермо Волтер Мілль, а після зведення він був переданий ченцям абатства Самбучина. Значні пожертвування монастирю робили король Сицилії Вільгельм II Добрий і його матір Маргарита Наваррская.
Національно-визвольне повстання, що отримало назву «Сицилійська вечірня», почалося 30 березня 1282 року саме в цій церкві. В даний час вона знаходиться в межах кладовища Сант-Орсола.